# РКГ-3
РКГ-3 — радянська ручна кумулятивна граната, призначена для ураження танків, самохідних установок та інших броньованих машин, а також для руйнування оборонних споруд. Прийнята на озброєння в 1950 році.

## Тактичні особливості бойового застосування
РКГ-3 —  кумулятивна граната ударної дії. При влучанні в ціль відбувається миттєвий вибух і кумулятивний струмінь пробиває броню товщиною до 150 мм (при підльоті гранати до цілі під кутом 30° від нормалі. При зменшенні цього кута бронепробивність збільшується, а при збільшенні кута — зменшується).
В польоті граната стабілізується і летить донною частиною вперед, для цього під час польоту розкривається тканинний стабілізатор у формі конуса. Середня дальність кидка становить 18-20 метрів. Якщо солдат знаходився в окопі і танк йшов на нього, рекомендувалося лягти на дно окопу, пропустити танк над собою і метнути гранату в корму.
Під час російсько-української війни, що триває з 2014 року, українська сторона використовує РКГ-3 та її модифікацію РКГ-1600 як боєприпаси для ураження противника з дрона R18.

## Конструкція

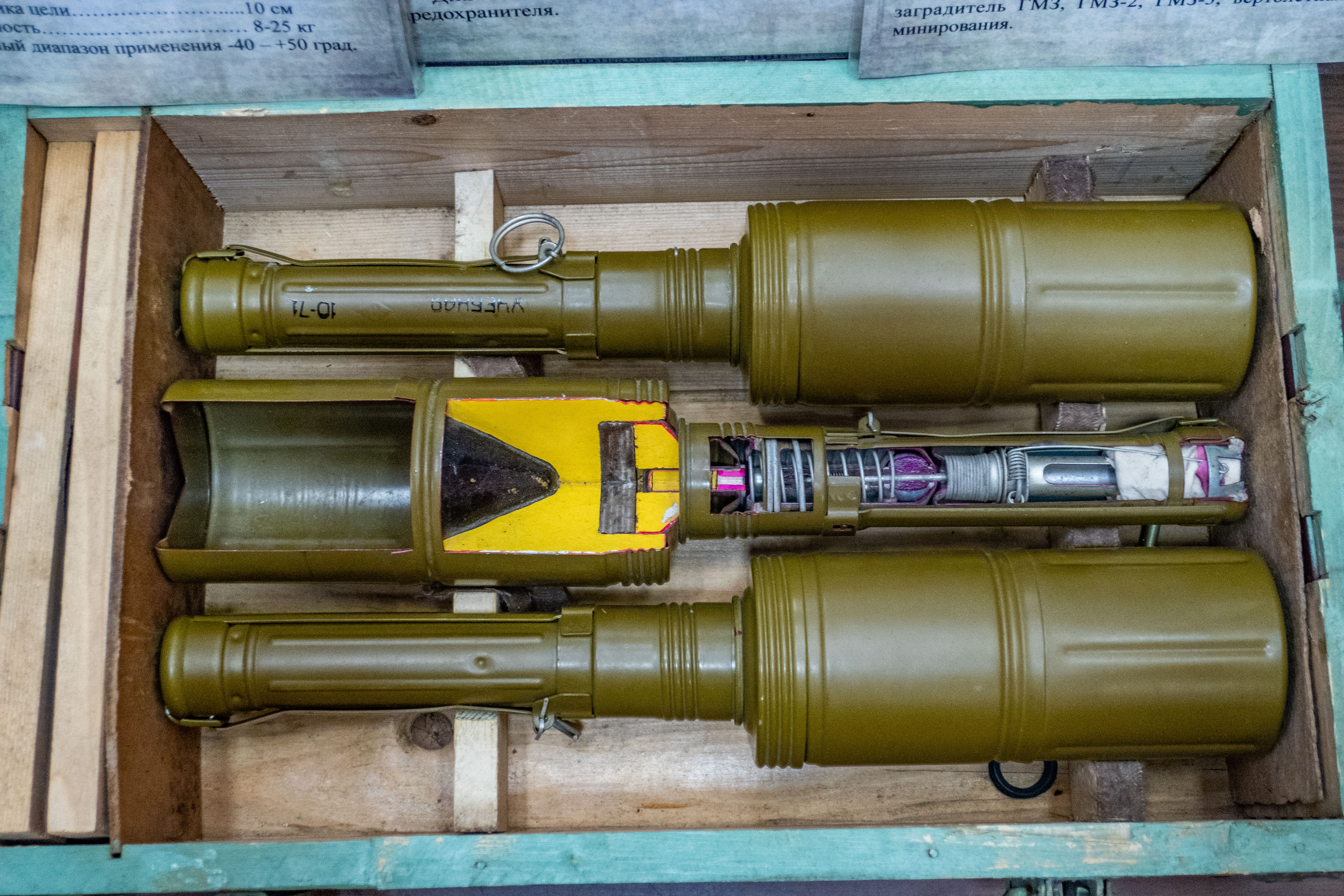

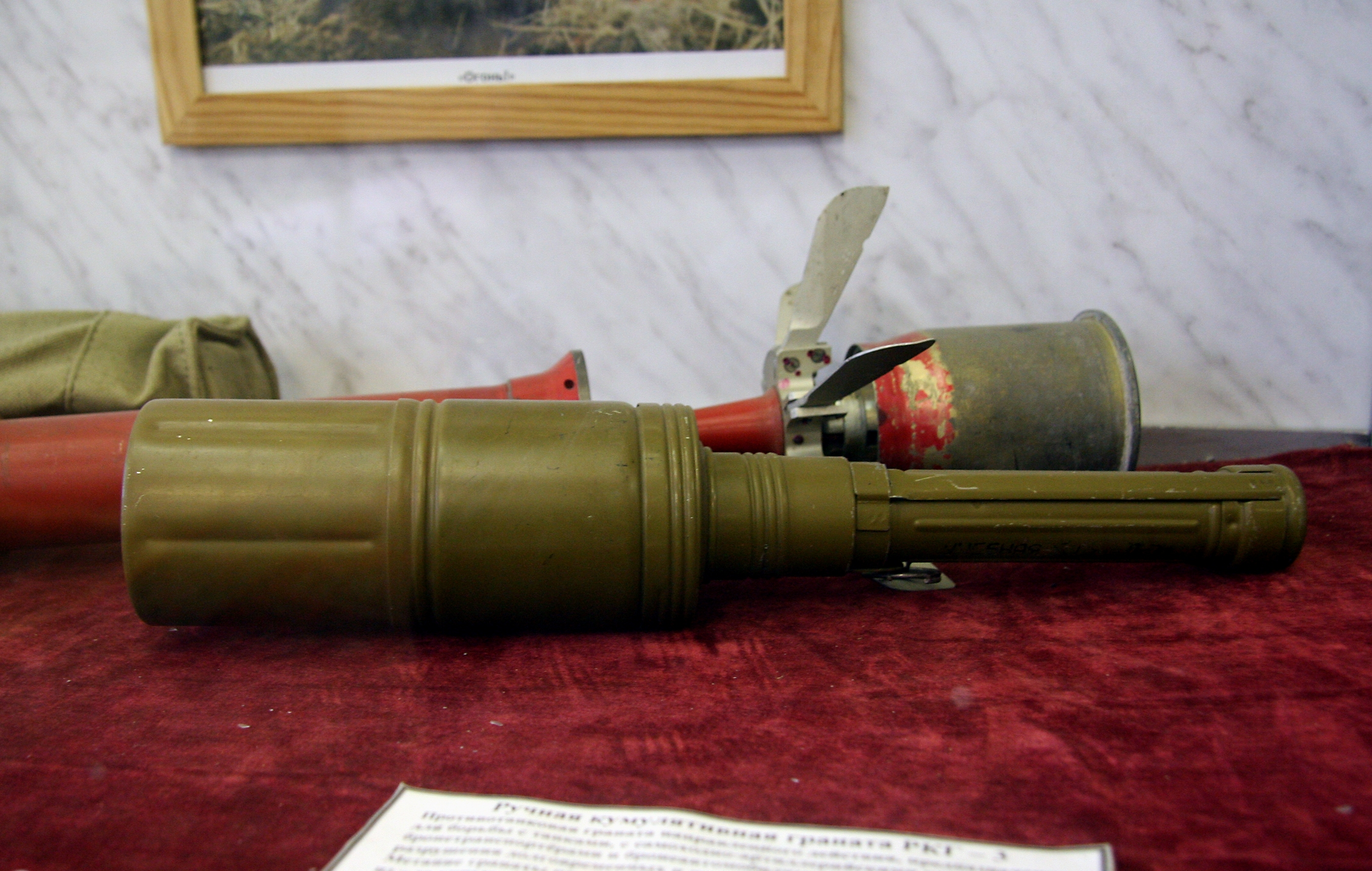

Граната складається з корпусу з розривним зарядом, руків'я і запалу. Причому ударний механізм і запобіжники знаходяться не в запалі, а в руків'ї. Фактично запал — це тільки капсуль-детонатор. Перед метанням потрібно відкрутити руків'я від корпусу, вставити запал у корпус, і потім прикрутити руків'я назад.
Для безпеки метання граната має 4 запобіжники.
Перший — це звичайна чека, яка висмикується за кільце перед метанням гранати.
Якщо після висмикування чеки боєць впустив гранату на землю, то вибуху все одно не відбудеться, оскільки другий запобіжник ще не вимкнений. Коли боєць перед кидком замахується, тримаючи гранату за рукоятку, то корпус гранати під дією інерційних сил прагне відірватися від руків'я; ця інерційна сила стискає пружинку; після кидка пружинка розтискається і звільняє другий запобіжник і, крім того, звільняє механізм розкриття стабілізатора.
Якщо боєць в гарячці бою не розрахував час і метнув гранату, коли танк вже (або ще) знаходиться близько від нього, то вибуху не відбудеться. Щоб купол стабілізатора розкрився, граната повинна пролетіти по повітрю хоча б метр-півтора, і тільки розкрившись, стабілізатор звільняє третій запобіжник.
Якщо на шляху гранати виявиться висока трава або інша гнучка перешкода, яка сповільнить політ гранати, наприклад маскувальна сітка, то граната, зіткнувшись з ними, не вибухне: ударник утримується четвертим запобіжником на ще одній пружинці. І тільки коли граната зіткнеться з дійсно твердою перепоною, здатною різко зупинити її політ, важкий інерційний грузик подолає опір пружини та відключить четвертий запобіжник. Тоді ударник під дією бойової пружини різко просувається вперед і наколює капсуль-детонатор.

## Модифікації

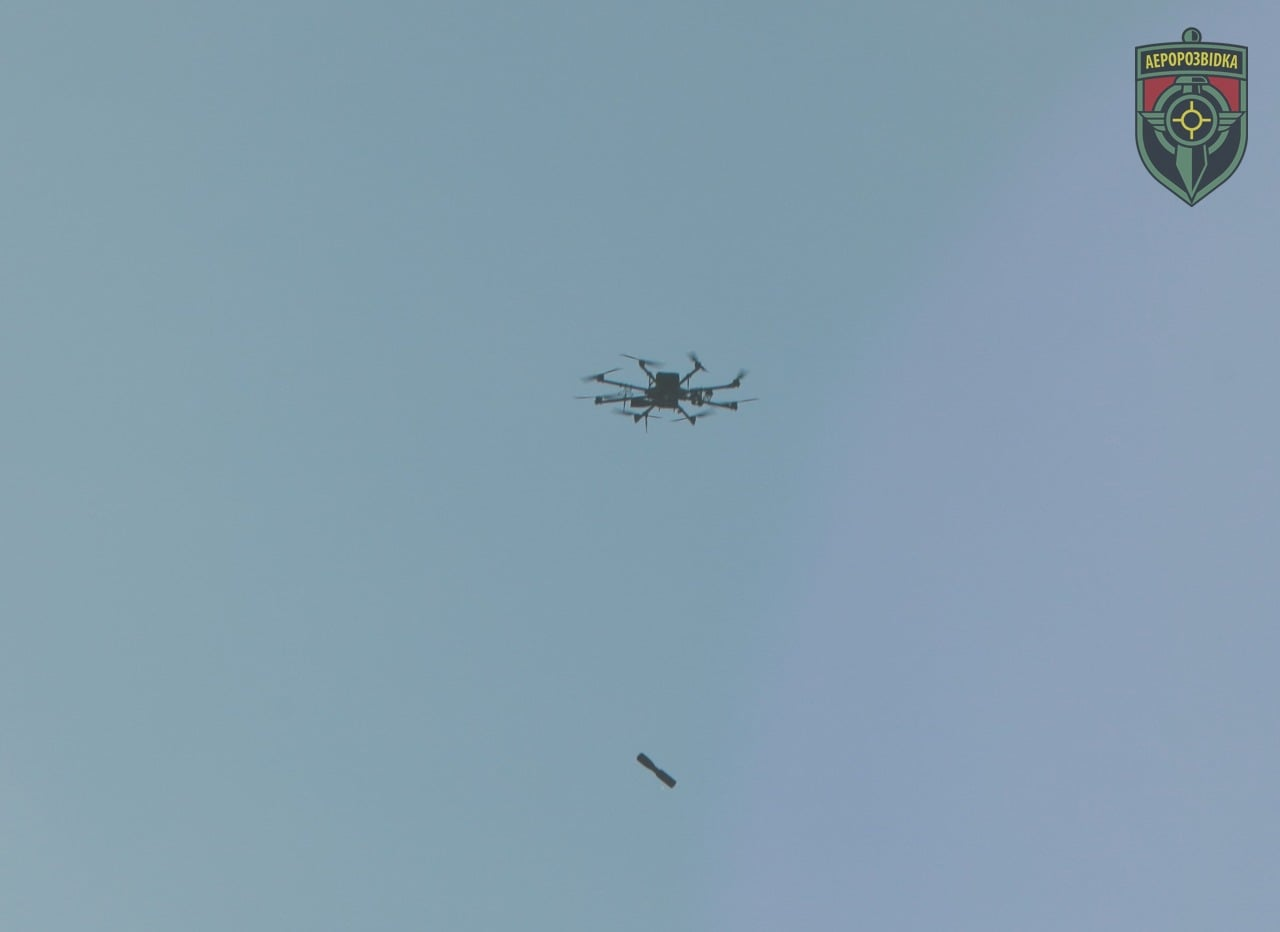
Бомбардувальні випробування скидання РКГ-1600 з дрона R18 на полігоні «Широкий лан», 2020 рік

- РКГ-3Е — бронепробивність збільшена до 170 мм при підході гранати до цілі під кутом 30° від нормалі[2]. Кумулятивна воронка зроблена зі сталі. Прийнята на озброєння в середині  1950-х років.
- РКГ-3ЕМ — бронепробивність збільшено до 220 мм при підході гранати до цілі під кутом 30° від нормалі[2]. Кумулятивна воронка зроблена з міді. Прийнята на озброєння в середині  1950-х років.

- РКГ-1600 — українська модифікація для бомбометання з дронів, розроблена ПАТ «Завод «Маяк» у 2020 році[3]. Замість тканинного стабілізатора граната отримала пластикове оперення в районі руків'я, що значно покращило аеродинамічні характеристики боєприпасу.

Для навчання прийомам метання та поводження з гранатою випускалися розрізні та навчально-тренувальні гранати, а також навчально-імітаційна граната УПГ-8.

## Оцінка проекту
РКГ-3 та її модифікації зарекомендували себе як надійна, безвідмовна та безпечна в обігу зброя. Для боротьби з сучасними танками, оснащеними динамічним захистом, вони вже мало придатні, але з БМП, БТР та іншими бронемашинами ці гранати легко справляються.
У 1970-х роках в Радянській армії гранати сімейства РКГ-3 були замінені реактивною гранатою РПГ-18.